# Protorthodes variabilis
Protorthodes variabilis là một loài bướm đêm trong họ Noctuidae.